# Друзья ангелов
«Друзья ангелов» (англ. Angel’s Friends) — итальянский мультсериал, автор идеи — Симона Ферри.
Производство сериала началось в 2009 году под руководством итальянской мультипликационной компании «Mondo TV». За основу сюжета были взяты комиксы «Друзья ангелов», выпущенные с марта 2007 по июнь 2008 года издательством Play Press и основанные на оригинальной сюжетной линии Симоны Ферри. 12 октября 2009 года на канале Italia 1 состоялась премьера первого сезона мультсериала.
Успех первого сезона и положительные отзывы кинокритиков побудили начать работу над сценарием второго сезона. Также 23 апреля 2011 года состоялась премьера полнометражного фильма «Друзья ангелов: Между мечтой и реальностью». Премьера второго сезона в Италии изначально была запланирована на осень 2012 года, однако была перенесена на весну 2013 года. Второй сезон вызвал неоднозначные оценки критиков и зрителей, но в целом продолжение не сильно уступало первому сезону.

## Сюжет
Группа ангелов (Раф, Ури, Мики и Сладкая) и группа демонов (Сульфус, Кабале, Кабирия и Гас) спускаются на Землю, чтобы начать своё обучение. Ангелы должны научиться вдохновлять людей на хорошие поступки и быть настоящими ангелами-хранителями, а демоны — научиться искушать людей и быть демонами-искусителями. Также для них существует особый запрет на прикосновение друг к другу — ВЕТО. Ангелы и демоны сражаются за своих подопечных — смертных учеников Золотой Школы. Кто победит в вечной битве Добра и Зла? Ангелы? Демоны? А может быть, дружба или… любовь?

### Первый сезон
Девушка-ангел по имени Раф спускается на землю, чтобы поступить в Золотую Школу. Тут она встречает своего противника — демона Сульфуса, к которому, несмотря на ВЕТО, прикасается в первый же день знакомства. Одновременно с этим, за Раф начинают следить могущественная бессмертная колдунья по имени Рейна и её смертный-раб Малаки. Паук, созданный Рейной, кусает Раф и Сульфуса, тем самым предавая им смелости сознаться в своих уже имеющихся чувствах друг к другу и не боятся выражать их, не смотря на все запреты. Рейна хочет выбраться из своей тюрьмы, в которую она попала за содеянное кощунство. Для побега ей нужно разорвать магические цепи, которыми она прикована. Но разорваться цепи могут только от нового кощунства, которым является поцелуй ангела и демона.
Несмотря на защитные меры, принятые друзьями и учителями, Рейна всё-таки добивается своего. Раф и Сульфуса за кощунственный поцелуй чуть не исключают из школы. После этого профессора Аркан и Темптель рассказывают своим ученикам легенду о Рейне, которая является нейтралом, то есть она бессмертна, но не является ни ангелом, ни демоном. Рейна же не заставляет себя долго ждать: она организовывает праздник в «своем» доме, на который оказываются приглашены смертные ученики Золотой Школы, а, значит, и их бессмертные хранители. Заманив друзей Раф и Сульфуса в ловушку, она разговаривает с парой наедине и раскрывает Раф секрет её происхождения: на самом деле девушка родилась на Земле в семье графа и графини, случайно убитых во время сражения ангелов и демонов. Таким образом, нейтрал убедила Раф войти в Комнату Портретов, чтобы увидеть фотографии своих настоящих родителей. Рейна пользуется этой возможностью, чтобы проникнуть в Комнату, украсть все портреты и получить контроль над всеми смертными. Раф хитростью попадает в дом Рейны и крадет у неё ключ от комнаты, где колдунья хранит портреты, а также знакомится со своим настоящим отцом — Малаки и узнает реальную историю своей семьи. Малаки жертвует своей жизнью, чтобы спасти Раф. Ангелы и демоны, а также Сила Звезды ангела Раф побеждают Рейну и возвращают портреты. Мать Раф ещё жива, но её держат в вечном сне незнакомцы, которые по неизвестным причинам не хотят, чтобы Раф обнаружила свою мать.

### Полнометражный фильм
На летних каникулах Раф постоянно снится один и тот же сон о её свадьбе с Сульфусом. Раф решает, что ей и демону лучше будет забыть друг друга, и она вместе с друзьями отправляется на отдых в летнюю школу, рассчитывая на то, что Сульфуса там не будет. Однако он всё же оказывается там, и во время разговора Раф говорит Сульфусу, что встречается с другим. Взбешенный демон бросает Раф, но в одиночестве страдает.
На следующий день в летней школе начинаются занятия. Подопечные ангелов и демонов, тоже приехавшие в лагерь, собираются вместе со своими наставниками отреставрировать старый заброшенный театр и сыграть там спектакль. Эдвард — подопечный Сладкой и Кабале — случайно находит между рядами сценарий «Ромео и Джульетты». Все соглашаются сыграть эту трагедию. Девочка Дженнифер вызывается сыграть Джульетту и приглашает своего парня на роль Ромео. Но тот отказывается от роли, и она переходит Эдварду, тайно влюблённому в Дженнифер. Однако некий бессмертный в плаще не желает, чтобы театр вновь открылся.
На время уроков коммуникации Раф и Сульфус с друзьями становятся смертными и вливаются в компанию своих подопечных, помогая им с репетициями. Эдвард рассказывает всем легенду о призраках в театре и предлагает провести там ночь. После недолгих споров все соглашаются. Когда Дженнифер проваливается под пол, ангелы и демоны, сами решив спасти Дженнифер, спускаются в большую пещеру под театром, где выясняется, что загадочный бессмертный — первый нарушивший ВЕТО ангел Тайко. После схватки, в которой побеждает команда ангелов и демонов, Тайко рассказывает, что он уже много лет охраняет от других бессмертных Путь Превращений, способный превратить бессмертного в смертного. Но ключ, который открывает дверь Пути, сломался в ходе битвы, и теперь Ветер Превращений может стать слишком сильным и разрушить все вокруг, если вырвется. Раф и её возлюбленный остаются в пещере одни. Девушка рассказывает Сульфусу, что она солгала про другого, посчитав, что им будет лучше забыть друг друга. Сульфус извиняется перед Раф за своё поведение и даже пускает слезу. Тут они обнаруживают эффект слез демона и восстанавливают ключ. Сульфус придумывает план: можно постепенно приоткрывать дверь, выпуская ветер по частям. План срабатывает.
Ученики Золотой Школы организовывают представление к открытию оперного театра. Однако, так как Эдвард и Дженнифер не могут выступать, главные роли приходится играть… Раф и Сульфусу. Перед самым выступлением Раф и Сульфус решают, что они поговорят друг с другом о Пути Превращений и о своем будущем после каникул.

### Второй сезон
За лето и Раф, и Сульфус много думали о Пути Превращений и желают поскорее встретиться в Золотой Школе, чтобы принять совместное решение. Однако все идёт не так, как они хотели. Сульфуса гипнотизирует странная девушка по имени Блю. Поддчиняясь ей, Сульфус приходит в тайную пещеру под школой, где Кубрал и Кесседи выносят ему ультиматум: Сульфус будет выполнять их требования, а в противном случае они убьют маму Раф, находящуюся у них в заложниках. Кубрал и Кесседи являются генералами армий ангелов и демонов, а также новыми директорами Золотой Школы.
Кубрал и Кесседи дают своим ученикам новых подопечных. Сульфус вынужден подчиняться приказам, а Блю начинает испытывать романтические чувства к демону. Раф очень быстро замечает странности в поведении Сульфуса: он либо не обращает на неё внимания, либо опять становится таким, как раньше. Но Сульфус поступает так по требованиям своих директоров. Их цель заключается в следующем: пробудив любовь и ненависть в сердце полусмертной-полубессмертной Раф, они намереваются вызвать этим дисгармоничную вибрацию, по следу которой они смогут найти и уничтожить весы ВЕТО — предмет, поддерживающий баланс добра и зла во Вселенной. Сульфус пытается сопротивляться, но старания Кубрала и Кесседи дают свои плоды. После отказа демона подчиняться шантажистам, те создают клона Сульфуса. Этот клон на глазах у Раф целует Сладкую, которая думала, что целует смертного Александра (она была под действием галлюциногена, который был ей введён через укус змеи в шею). Директорам удаётся найти весы ВЕТО, а затем, с помощью Раф, не осознававшей того, что может случиться, разрушают их. Одновременно с этим они, сами того не желая, освобождают маму Раф. Генералы вновь собирают свои армии, чтобы возобновить войну между ангелами и демонами. Ситуация осложняется тем, что к земле летит особая комета — Комета Судьбы, способная навсегда заставить исчезнуть ангелов или демонов. Однако Раф, Сульфус и их друзья вызывают Кубрала, Кесседи и их стражей на поединок. Раф и Сульфус сражаются против генералов, но проигрывают. В момент приближения Кометы Судьбы к Земле, ослабевшие Раф и Сульфус с помощью своих объятий выпускают силу, сумевшую развернуть Комету обратно в космос. ВЕТО больше нет, а ангелы и демоны уже никогда не будут врагами. Кубрал и Кесседи разжалованы и арестованы.
После всего пережитого Раф и Сульфус высказывают друг другу и своим друзьям желание попытаться пройти Путь Метаморфоз и стать людьми, чтобы дать свободу своим чувствам. Профессорам Аркану и Темптель не остаётся иного выбора, кроме как благословить их свершение и пожелать им удачи.
Незадолго до финальной битвы, Блю успела получить от Кесседи и Кубрала в награду за свою работу ключ. Она возвращается в Лимбо и выпускает из вечного заточения Рейну…

## Озвучивание персонажей
| Персонаж | Актёр                |
| -------- | -------------------- |
| Раф      | Патрисия Моттола     |
| Ури      | Бенедетта Понтичелли |
| Сладкая  | Франческа Биелли     |
| Микки    | Марчелла Сильвестри  |
| Сульфус  | Симон Д'Андреа       |
| Кабирия  | Маддалена Вадакка    |
| Гас      | Лука Боттале         |

## Места действия
Золотая Школа
Это школа, где обучаются не только смертные, но и ангелы с демонами. Расположена в центре земного города и является достаточно внушительным зданием.
Здесь же присутствуют невидимые для смертных кабинеты и комнаты, а также отдельные общежития для ангелов и для демонов. В школе есть Комната Состязаний (или Кабинет Вызова), где решается, кто первым будет влиять на подопечного, и Комната Портретов, в которой находятся души всех смертных. Есть также отдельные кабинеты для обучения ангелов и демонов, а также зал заседаний, где проходят обсуждения важных вопросов и дисциплинарные слушания. В школе есть свой компьютерный класс, столовая, спортивный зал, костюмерная. Из учителей изначально были только профессора Аркан и Темптель, во втором сезоне к ним присоединились учителя Омния и Гнозис, а также Теренс и Скарлетт, появившиеся ещё в полнометражном фильме.
В конце XIX века была известна как Золотой Замок.
Земной город
Город, в котором живут подопечные ангелов и демонов. Имеет выход к морю. В его пригороде располагается особняк, в котором ранее жили земные родители Раф. Название города в мультсериале не появлялось, однако, по всей видимости, это какой-то европейский мегаполис.
Энжи-Таун (Город Ангелов, Энжи)
Город, находящийся высоко в облаках, место жизни ангелов. Очень похож на земные города. Особенность города — большое число парков и скверов, которые придают ему особенную красоту. Из основных достопримечательностей можно назвать Центральный Парк, Небесную Галерею, оранжерею со Всезнающей Ивой. Находится под контролем Высших Сфер.
Серный город (Город Мэтч, Город демонов)
Место жизни демонов, подземный город в окружении вулканов и серных фонтанов. Сильно загрязнен испарениями и автомобильными выхлопами, очень часто можно встретить мотоциклистов. Наиболее известные места в городе — Громыхающий Склеп, Холм Повешенных, Радужный бар; присутствует даже специальная гоночная трасса. Город контролируется Низшими Сферами.
Лимбо
Особое пространство вне контроля как Высших, так и Низших Сфер, о котором мало что известно даже им. Вероятно, является каким-то другим неизвестным измерением. Практически полностью погружено в туман. По словам профессора Аркана, если оставаться тут слишком долго, можно забыть даже своё имя и причину своего местонахождения здесь. Является своего рода тюрьмой для изгнанников мира бессмертных, где была долгое время заточена и Рейна. Возможно, что у Лимбо даже есть правители, так как в одной из серий Блю говорит, что она — принцесса Лимбичи.
Храм ВЕТО
Величественный древний храм, находящийся, по-видимому, где-то в глубоком космосе. Из-за этого, его невероятно сложно обнаружить, однако есть два способа его найти — по специальной карте или по следу дисгармоничной вибрации. Место хранения весов, поддерживающих действие ВЕТО на Земле. Был разрушен силой Звезды ангелов Раф по злому умыслу генералов Кесседи и Кубрала.

## Производство сериала

### Создание
Во время книжной ярмарки в Болонье, которая прошла в 2007 году, некоторые производственные компании предлагали создать анимационные версии комиксов. Симона Ферри, создатель сюжета комикса «Друзья ангелов», начинает сотрудничать с детским психологом и социологом Эдди Джеймусом. Вместе они решили понизить возраст персонажей, чтобы сделать их детскими образцами для подражания.
Изначально создателем выступила мультипликационная компания Stranemani, где планировалось создать в общей сложности 26 эпизодов по 20 минут каждый. Ей был выпущен в скором времени и трейлер мультсериала. Версия Stranemani была создана на основе дизайна персонажей комиксов, а сюжет практически не отличался от оригинального. Но во время Международного фестиваля комиксов в Каннах была выбрана версия Mondo TV. Она представляла собой 52 эпизода длительностью 13 минут с несколько переработанными сюжетом и прорисовкой персонажей. Начиная с этого времени, производством занимаются компании Mondo TV, R.T.I. и Play Entertainment. Впоследствии телекомпания R.T.I. отказалась от дальнейшего производства и продвижения мультсериала.
Сюжет мультфильма получил положительные оценки европейских специалистов по детской психологии, которые отметили, что на примере главных героев дети могут учиться независимости от мнения коллектива и развитию в себе лидерских качеств, а главное учиться любить.

### Информация о сезонах
Первый сезон был показан 12 октября 2009 года на телеканале Italia 1, а позднее — 4 октября 2010 года — сезон был показан вновь, но уже на телеканале Boing. Несмотря на ряд изменений, направленных на женскую целевую аудиторию от 6 до 13 лет, 30 % аудитории составили мужчины. В январе 2011 года Mondo TV объявили о начале производства второго сезона, также состоящего из 52 эпизодов по 13 минут каждый. В сентябре 2011 года был выпущен трейлер второго сезона. Выход серий в Италии был назначен на осень 2012 года.
В 2011 году, 23 апреля на экраны Италии выходит полнометражный фильм «Друзья ангелов: Между мечтой и реальностью», продолжающий события первого сезона и дополняющий его некоторыми деталями.
Мировая премьера нового сезона состоялась 29 апреля 2012 года в России на телеканале Мультимания, когда премьера в Италии была анонсирована только на осень 2012 года. Были показаны первые готовые на тот момент 38 эпизодов, затем новые серии начали показываться в России с длительными перерывами (последняя серия появилась на экранах только 27 января 2013 года). Перерывы в трансляции были вызваны тем, что в это время анимационная студия Mondo TV ещё продолжала создание новых серий. Также из-за этих задержек на производстве премьерный показ второго сезона в Италии был перенесён на весну 2013 года.
В целом по состоянию на февраль 2013 года мультсериал насчитывает 111 серий (с учётом эпизодов, полученных при разбивке полнометражного фильма).
Второй сезон вызвал неоднозначные оценки критиков и зрителей, но в целом продолжение не сильно уступало первому сезону.

### Издания на DVD и CD
Первый сезон мультсериала был издан в Италии DVD-сборником, выпущенной телекомпанией Mondo Home Entertainment в ноябре 2009 года. Коллекция включает в себя 10 DVD-дисков, первые два из которых содержат по 6 эпизодов, а оставшиеся — по 5 эпизодов в каждом. DVD-сборники первого сезона были также позднее выпущены в Чехии, России, Польше и в Греции.
2 ноября 2010 года опубликован музыкальный альбом, посвящённый мультсериалу. Альбом, музыку для песен которого составила группа Mediaset, содержит композицию итальянской певицы Кристины Д’Авена и несколько песен, посвящённых героям сериала, общим количеством 11 треков. Каждая из песен (кроме начальной) имеет в качестве названия имя одного из персонажей.

## Трансляция в других странах
«Друзья ангелов» быстро обрели популярность по всему миру. Мультфильм на сегодняшний день транслируется во многих странах Европы, таких как Франция, Испания, Португалия, Бельгия, Люксембург, Болгария, Белоруссия, Турция, Казахстан, Чехия, Греция, Словакия, странах Латинской Америки (Бразилия, Мексика, Венесуэла и др.), а также в США, на Украине, в России, Канаде, Таиланде, Вьетнаме, Японии, Тунисе, Молдавии и ЮАР.
Всего на сентябрь 2011 года лицензии на показ мультсериала были проданы в 56 стран.